# Portál (architektura)

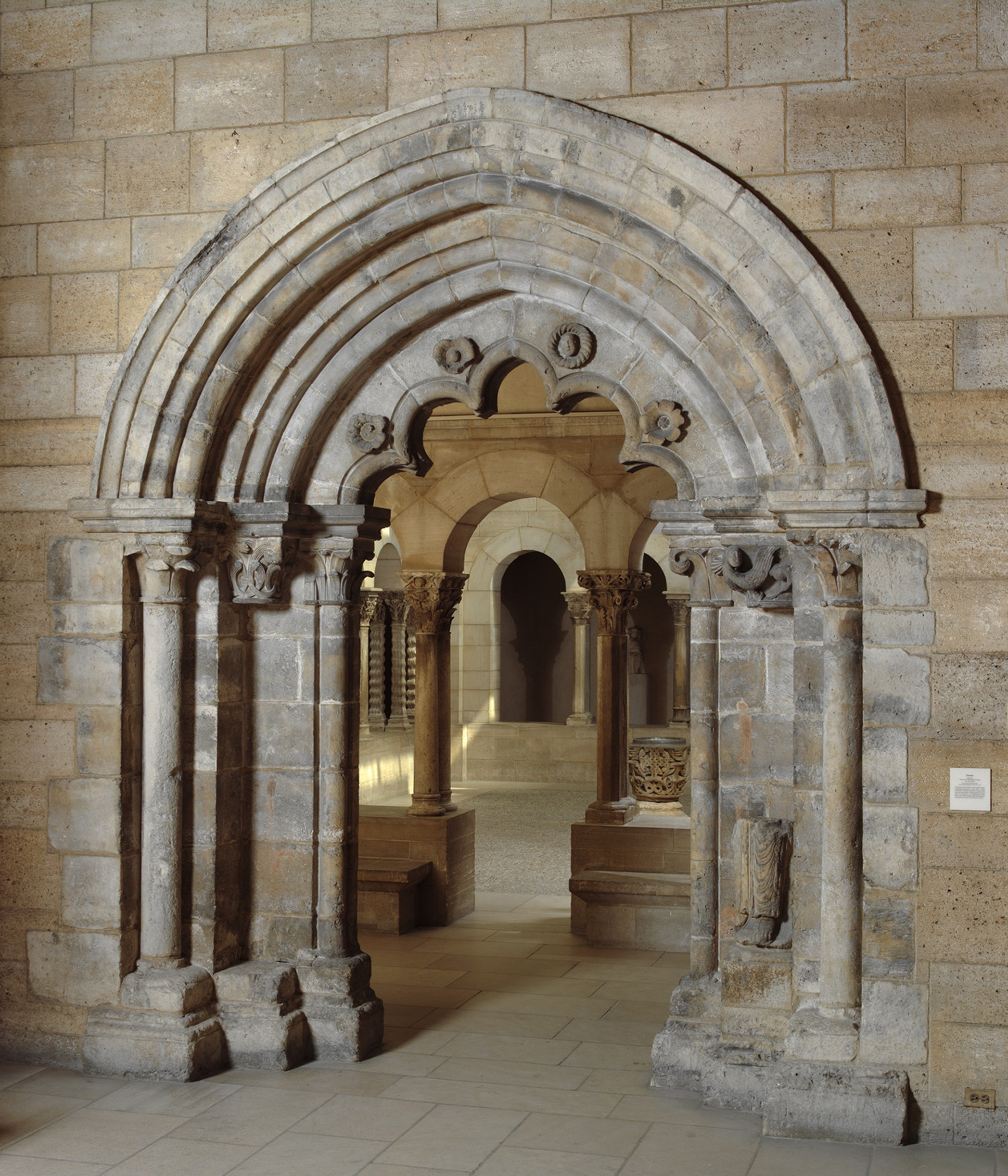
Gotický portál z chrámu Notre-Dame v Reugny z konce 12. století

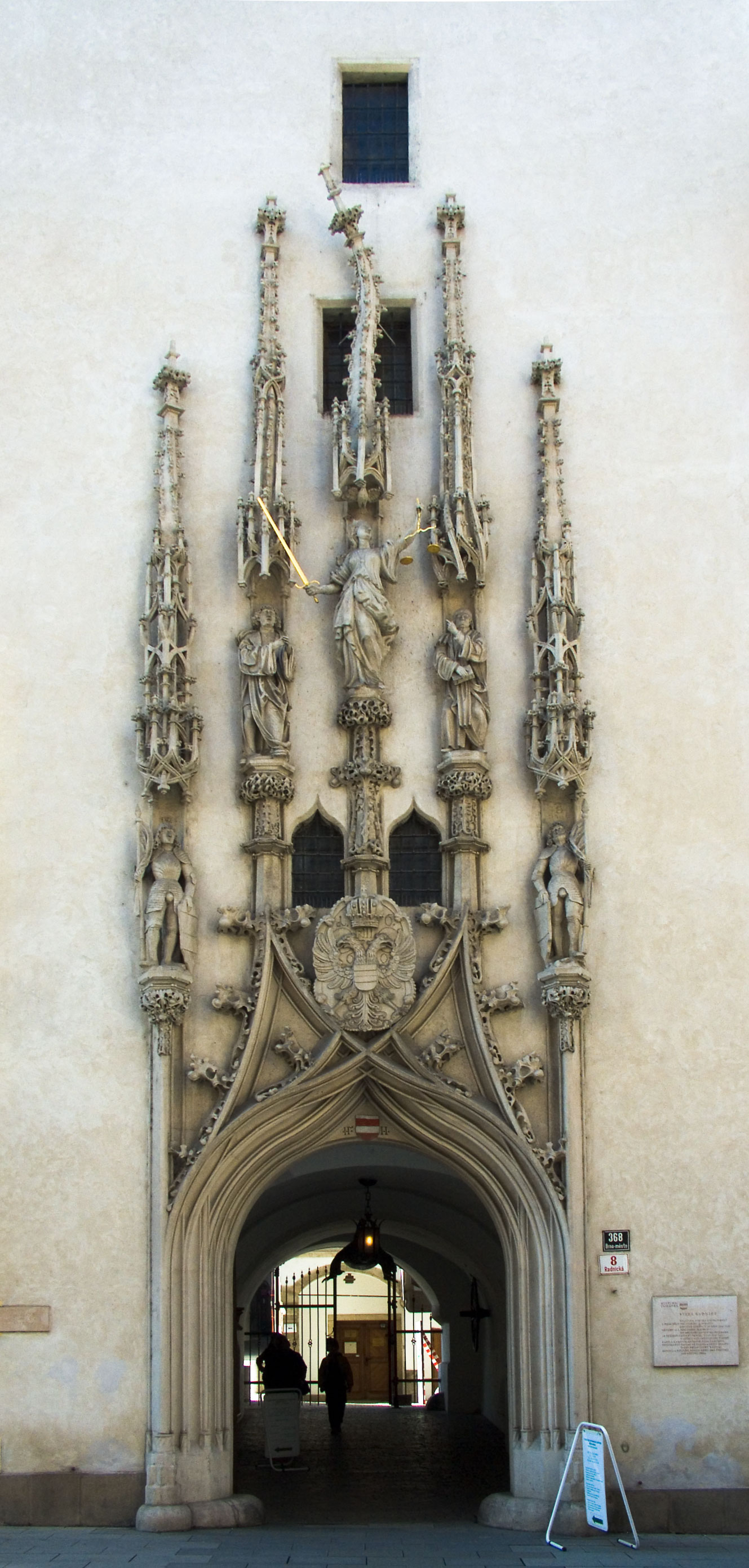
Gotický portál Staré radnice v Brně

Portál (latinsky porta – brána) je architektonicky a umělecky zdůrazněný vchod nebo vjezd do objektu.
Architektura vstupu a následně vlastní vstoupení do objektu má velký psychický účinek a vytváří první dojem o prostoru a jeho vlastníku. Historicky a typologicky je portál vázán k bráně, triumfálnímu oblouku a k propylajím.

## Antický portál
V řecké architektuře je vodorovně ukončen římsou na konzolách, ve starém Římě byl nejčastěji tvořen kulatým obloukem a obklopen sloupy, tzv. edikulou.

## Románský a gotický portál
Románský a gotický portál je nejčastěji ústupkový, později může mít i ostění šikmo se rozevírající. Kromě drobných portálků, které mohou být vybaveny také přímým překladem, je portál vždy opatřen půloválným (románský sloh) či lomeným (gotický sloh) obloukem. Mezi vodorovným nadpražím a obloukem je zpravidla umístěn tympanon, většinou sochařsky pojednaný reliéfem. Rozměrné portály gotických katedrál jsou navíc vybaveny sochařskou výzdobou také po stranách v ostění, kde jsou často například sochy dvanácti apoštolů, a v archivoltách. Zakončení gotického portálu někdy přechází ve vimperk.
V pozdní gotice bývá používán sedlový portál, jehož vyplně horních rohů připomínají sedlo.

## Renesanční a klasicistní (empírový) portál

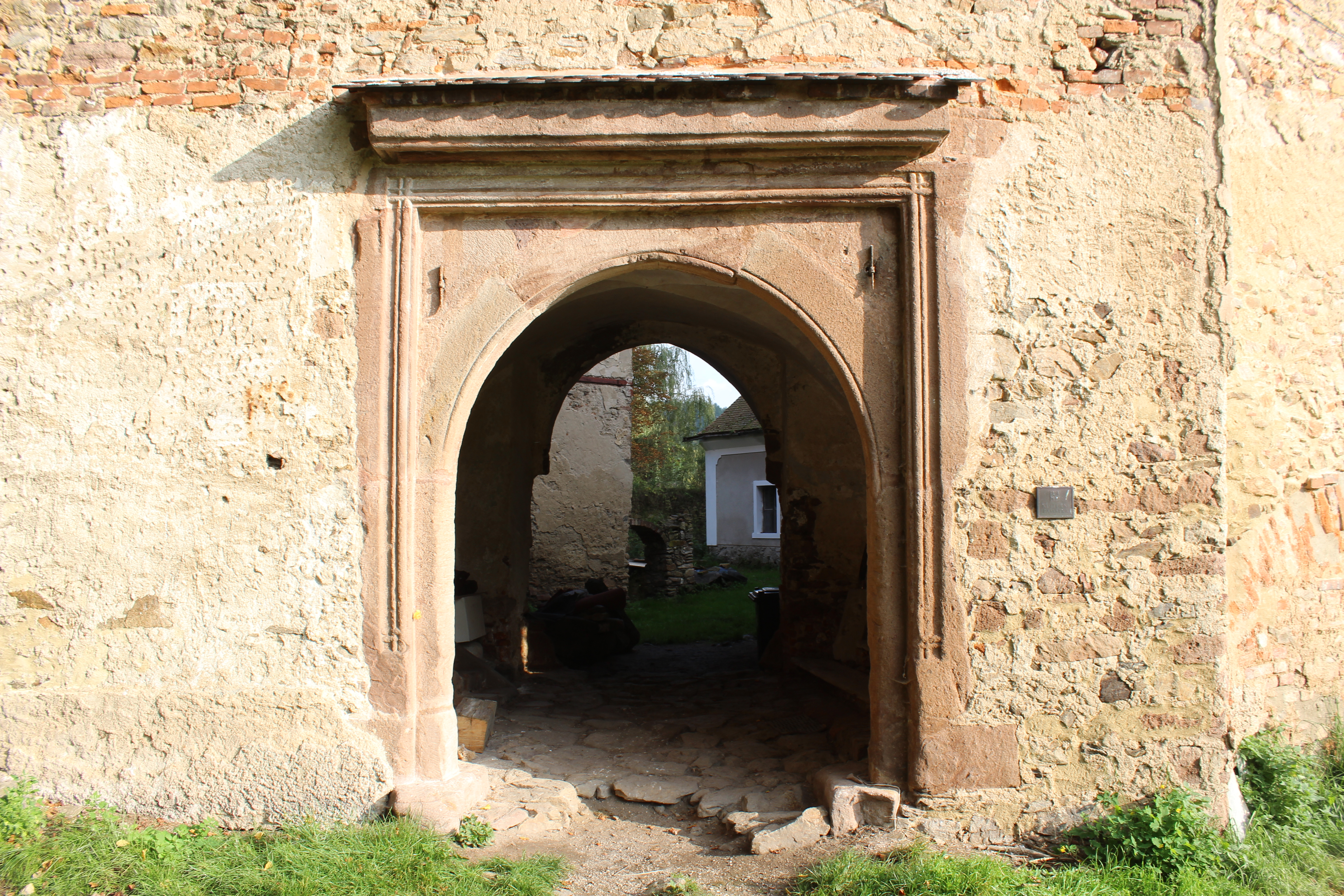
Renesanční portál brány vodní tvrze Popovice (okres Benešov).

Renesance znamená návrat k formám architektury sloupových řádů. Dochází proto k oživení antických forem, především k opětovnému užívání edikuly. Stejně jako v římské antice je portál zdoben sloupy, pilastry, atlanty, karyatidami a podobnými prvky. Ukončen může být vodorovným kladím nebo segmentovým či trojúhelným frontonem. Zvláště v klasicismu se užívá i typ portálu ve formě portiku. Renesanční i empírový portál může být ovšem vybaven také bosáží nebo profilovanou šambránou.

## Barokní portál
Také formy barokního portálu vychází ze systému sloupových řádů. Nakládá s nimi ovšem daleko volněji. Uplatňuje se větší plasticita i nové tvarové variace (rozeklaný segment), natáčení pilastrů, bohatá sochařská výzdoba, výrazně předimenzované supraporty. V baroku se též zvětšuje velikost portálu vzhledem k rozsahu průčelí budovy. Prakticky vždy je portál umístěn v ose budovy.

## Galerie

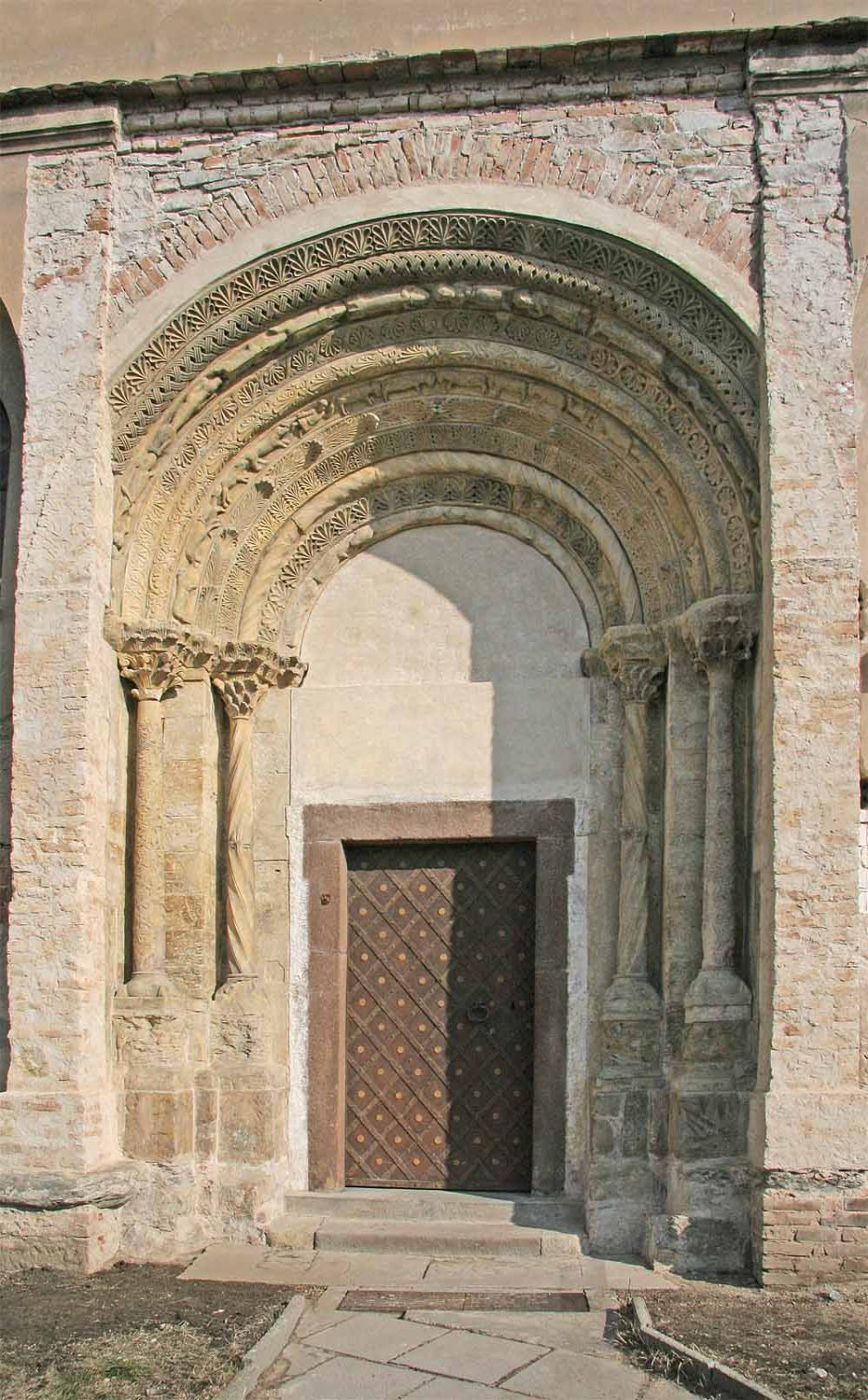
Románský portál kostela Svatého Prokopa v Záboří nad Labem
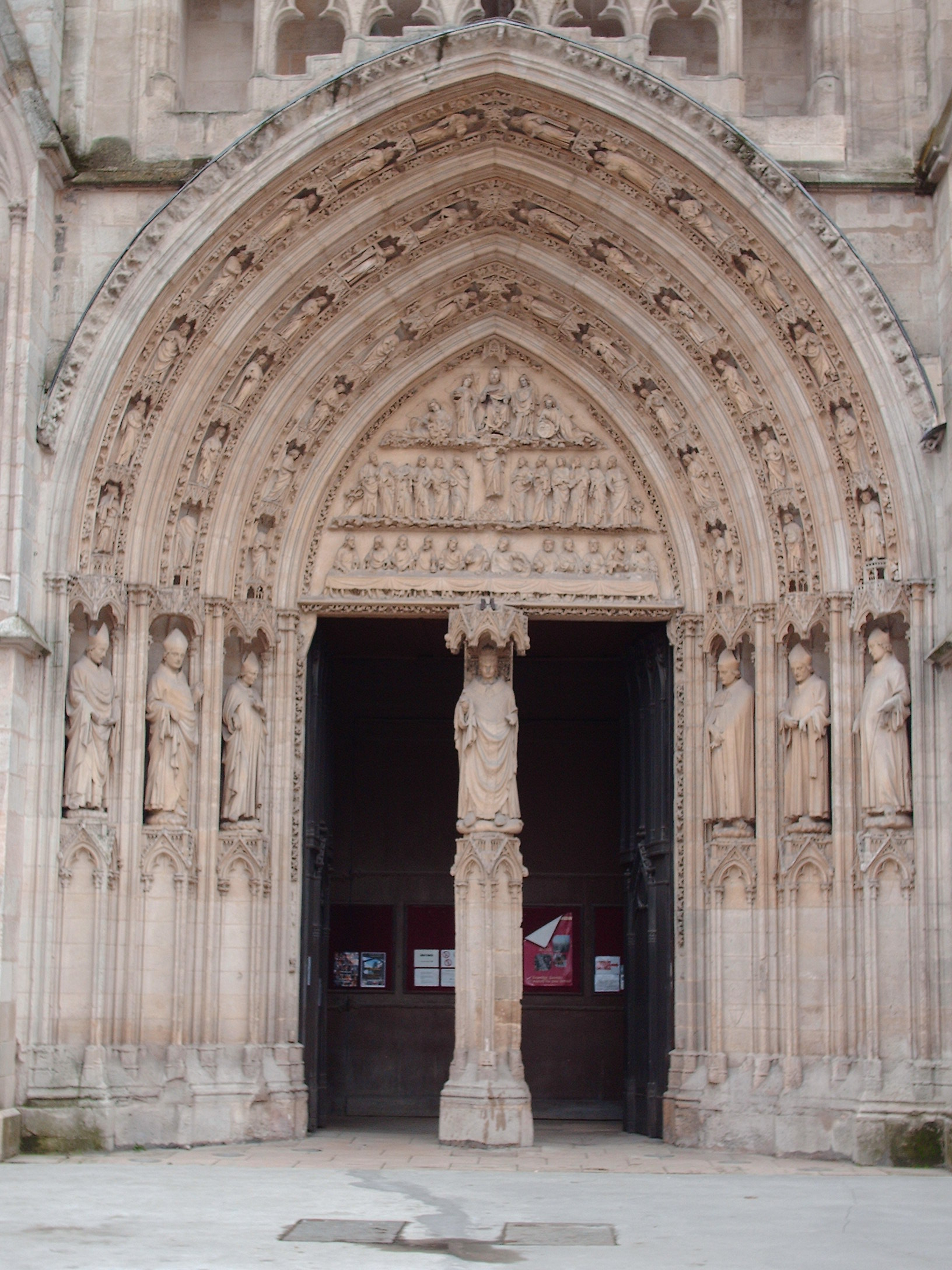
Ústupkový gotický portál katedrály svatého Ondřeje v Bordeaux
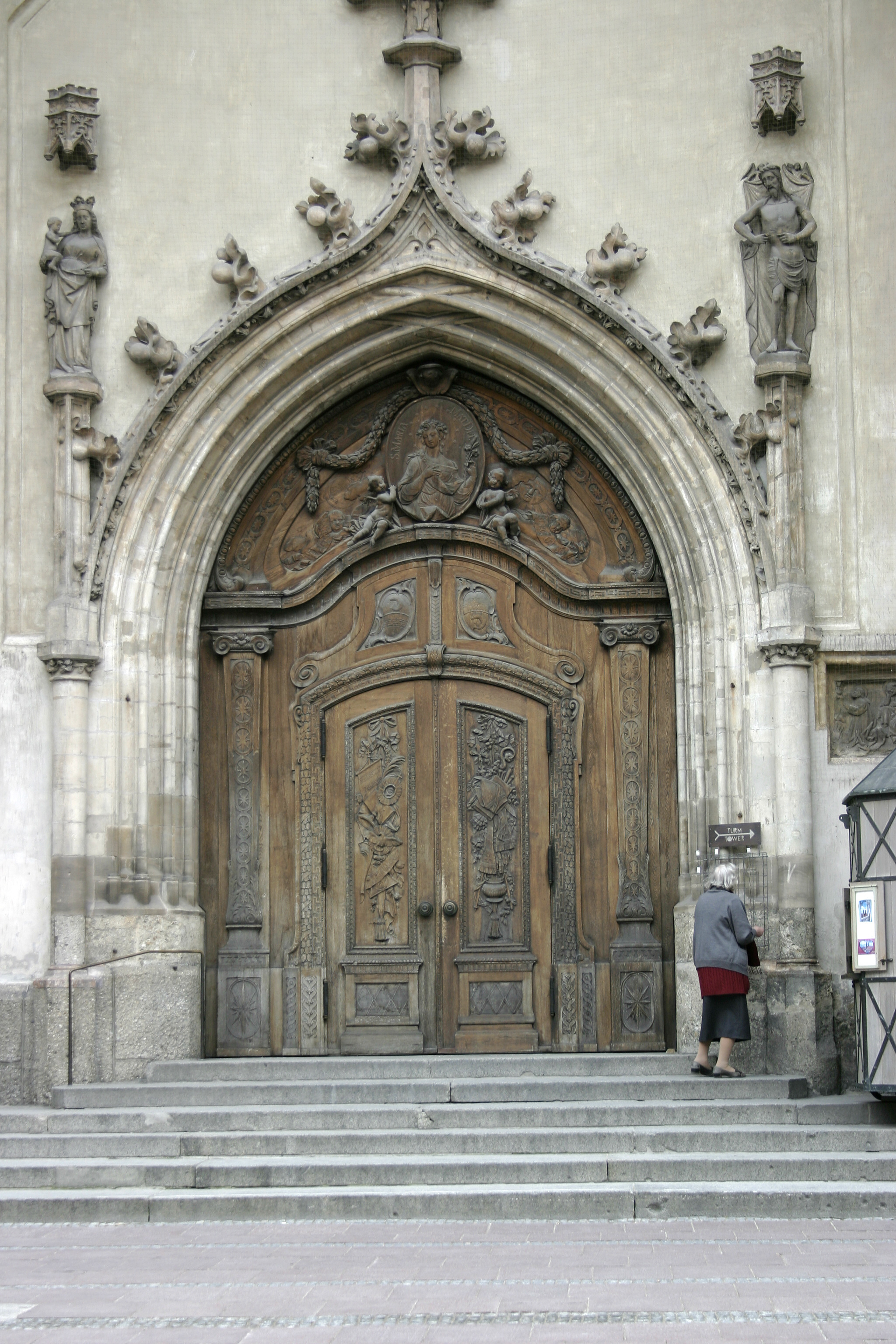
Gotický portál Mnichovské Frauenkirche
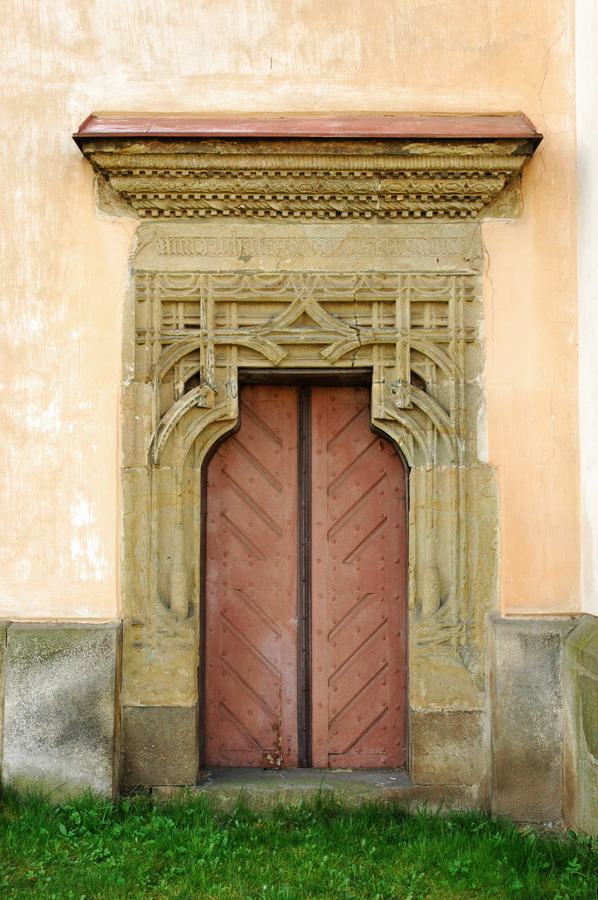
pozdně gotický sedlový portálek saského typu datovaný v nápisu rokem 1530
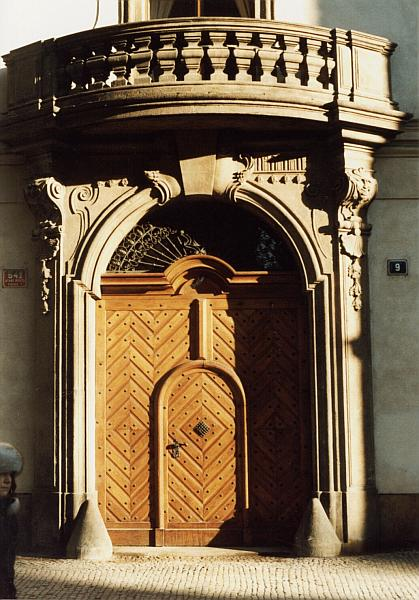
Barokní portál Karolina v Praze (F. M. Kaňka)
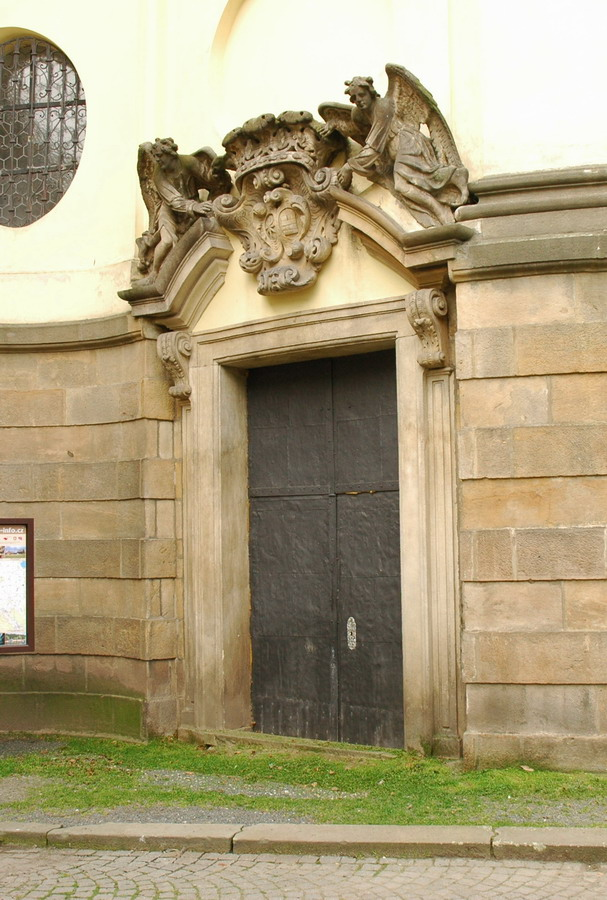
Barokní portál kaple Zjevení Páně ve Smiřicích (K. Dientzenhofer)
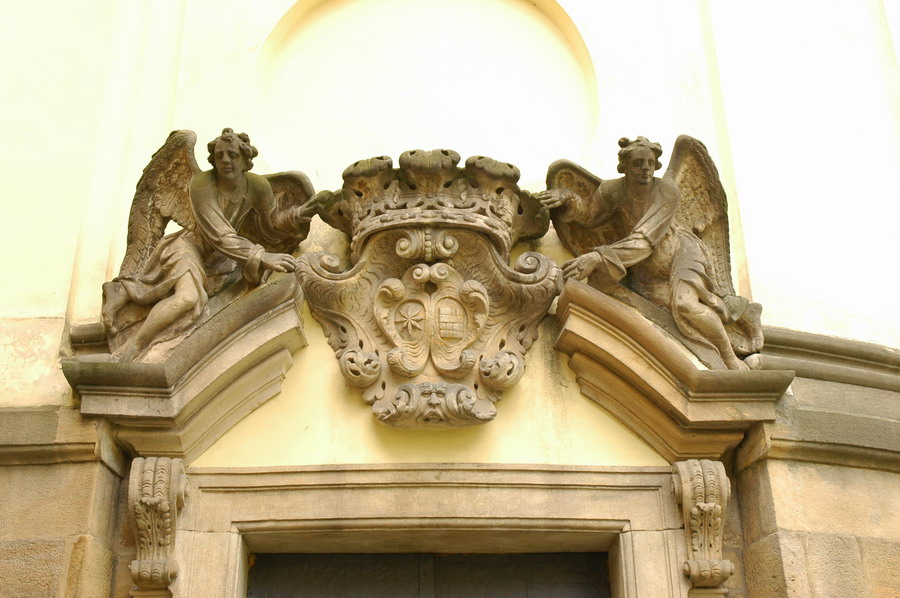
sochařská výzdoba téhož barokního portálu
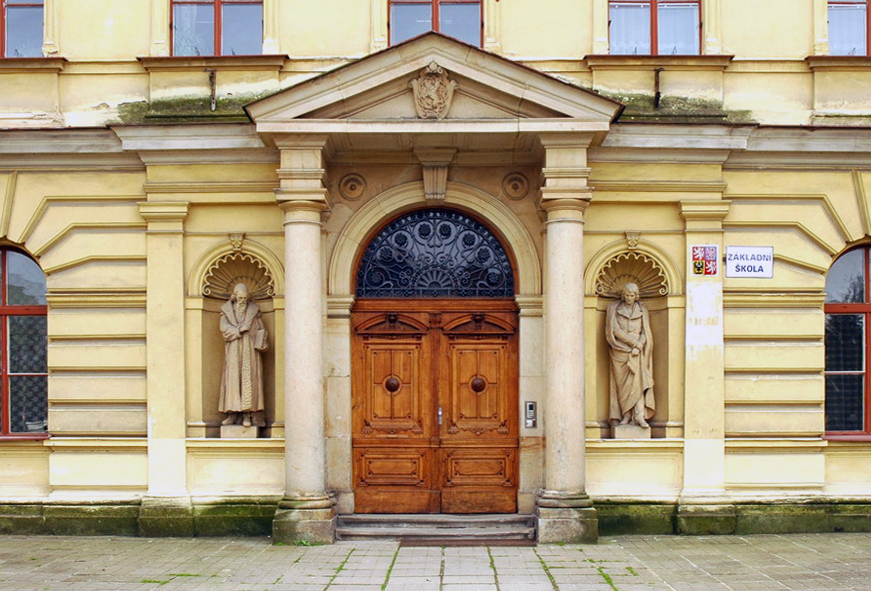
klasicistní portál ve formě edikuly